# Renan Fonseca
Renan de Oliveira Fonseca, noto semplicemente come Renan Fonseca (Ouro Fino, 13 agosto 1990), è un calciatore brasiliano, difensore svincolato.

## Carriera

### Club
Ha giocato nella massima serie e nella seconda divisione brasiliana.

## Palmarès

### Club

#### Competizioni statali
- Campionato Pernambucano: 1

Santa Cruz: 2013
- Taça Guanabara: 1

Botafogo: 2015

#### Competizioni nazionali
- Campeonato Brasileiro Série B: 1

Botafogo: 2015